# 聂隐娘
《聶隱娘》是一篇唐傳奇，收錄於裴鉶所著《裴鉶傳奇》。敘述虛擬人物俠女聶隱娘因緣際會之下學成高超武藝，成為魏博節度使田季安的殺手，為田家刺殺陳許節度使劉昌裔，卻因感佩昌裔為人，而投效昌裔抵抗田季安的故事。文章玄奇神妙，武俠成份甚濃。

## 情節
聶隱娘是唐德宗貞元年間，魏博節度使田季安部下押衙聶鋒之愛女。十歲時被一個比丘尼綁架，教其輕功、劍術、隱蔽行動等奇特武藝，並命其刺殺不義之人，五年後始送回魏博。
聶鋒得知女兒的經歷後，心中懼怕。此後隱娘常在夜間出外，天亮才回來，父親都不敢追問。一日，一位磨鏡少年經過聶家門前，隱娘向父親表示要想嫁給他，父親立刻同意，於是成親了。聶鋒去世後，節度使田季安知道隱娘的事跡，便聘其為左右手。
憲宗元和年間，田季安和陳許節度使劉昌裔關係不睦，便派隱娘到許州去刺殺劉昌裔。劉昌裔精通占卜，有異能，算得隱娘要來，預先派人前往城外等候。隱娘為之欽服，便與其夫轉投劉昌裔帳下。
田季安不甘心，便派「精精兒」前來刺殺隱娘與劉昌裔，卻反被隱娘所殺。其後又派高人「空空兒」前來，隱娘自知不敵，乃要劉昌裔圍玉石於頸部，自己則變身為蚊而藏匿。「空空兒」自視甚高，一擊劉昌裔頸部未得手，便飄然而去。自此劉昌裔對隱娘夫婦異常禮遇。
元和八年（813年），劉昌裔離開藩鎮，至朝廷任職。隱娘要求劉氏給其夫一個職位，自己雲游四海而去。劉昌裔死時，隱娘騎驢至京城，於劉氏靈前大哭後離去。
唐文宗開成年間，劉昌裔之子劉縱獲任命為陵州刺史，赴任時在四川棧道上遇見了隱娘，面貌仍與昔日相同。她告訴劉縱：「你將有大災難，不宜至此地。」拿出一粒藥丸給劉縱吃，並說：「明年儘速棄官遷回洛陽，才能擺脫災禍，我的藥力只能確保你一年內無憂患而已。」劉縱不太相信，但送給隱娘一些綢緞，隱娘未接受而離去。一年後，劉縱並未辭官，果然死在陵州。從此再也沒有人見過隱娘了。